# Pixies
Pixies — американський альтернативний рок-гурт, заснований у 1986 в місті Бостон, Массачусетс.
До 2013 року гурт складався з Блека Френсіса (вокал, ритм-гітара), Джої Сантьяго (лід-гітара), Кім Діл (бас-гітара, бек-вокал) і Девіда Ловерінга (ударні). Гурт конфліктно розпався в 1993, але знов возз'єднався в 2004. Після того, як Діл залишила гурт у 2013, Pixies найняли Кім Шаттук як гастрольну басистку; того ж року її замінила Паз Леншантін, яка стала постійним членом гурту 2016 року.
Pixies були пов'язані з вибухом популярності альтернативного року в 1990-х і спиралися на такі елементи, як панк-рок і серф-рок. Їхня музика відома своєю фірмовою динамікою «гучно / тихо» і пісенною структурою. Френсіс є головним автором пісень Pixies; його часто сюрреалістична лірика охоплює такі незвичайні теми, як інопланетяни, інцест, та біблійне насильство.
Вони досягли невеликої популярності на своїй батьківщині, але були більше успішними у Великій Британії та континентальній Європі. Їхнє різке поп-звучання вплинуло на такі гурти, як Nirvana, Radiohead, Bush, Blur і Weezer. Популярність Pixies зросла в наступні роки після розпаду, що призвело до світових турів-аншлагів слідом за їх возз'єднанням в 2004.

## Історія

### Утворення (1986)

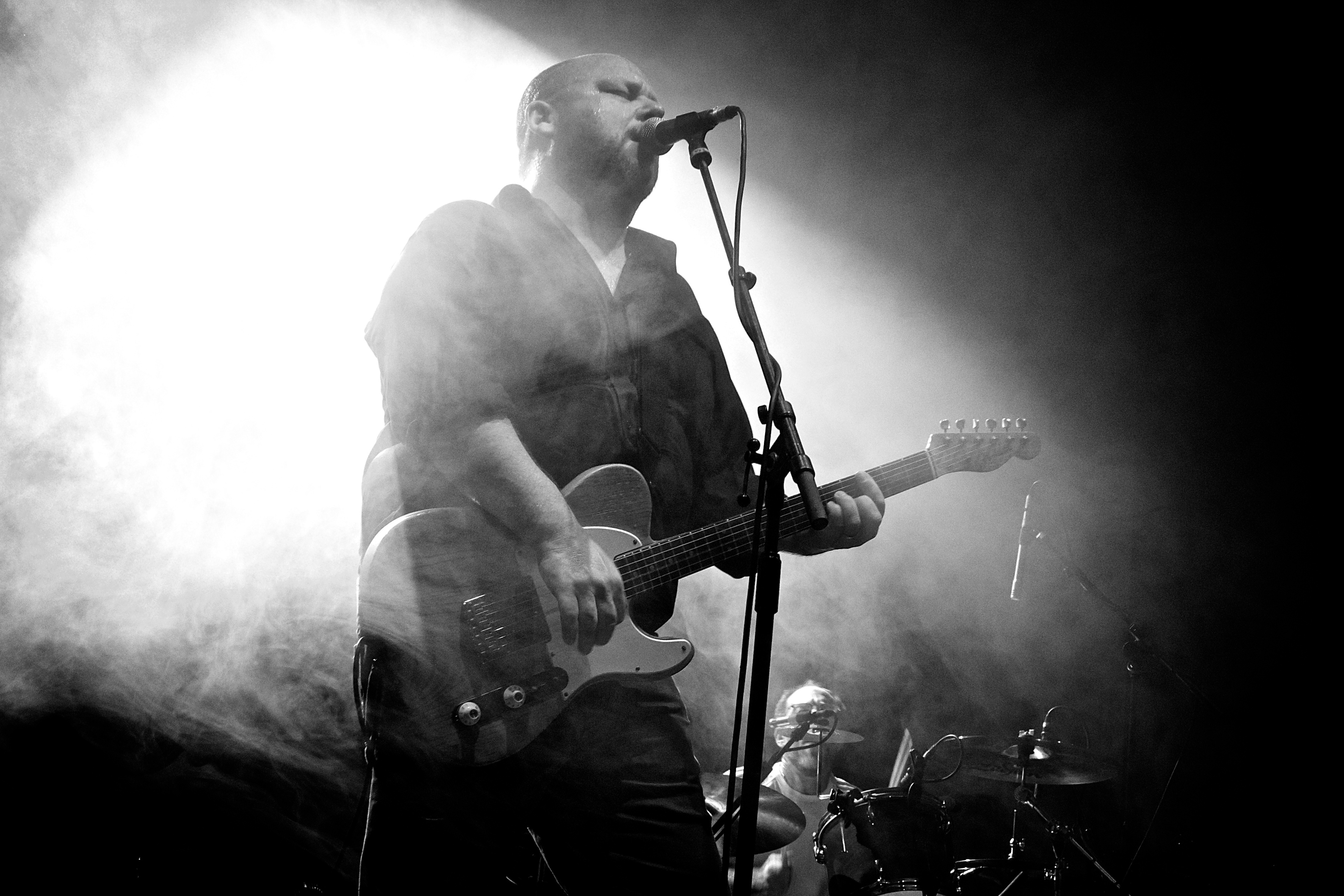
Засновник і головний автор пісень Блек Френсіс

Гітарист Джої Сантьяго і автор пісень Блек Френсіс (ім'я при народженні: Чарльз Томпсон IV) зустрілися, коли вони жили поруч один з одним під час відвідування Массачусетського університету в Емгерсті . Попри те, що Сантьяго був занепокоєний відволіканнями, він помітив, що Френсіс грає музику, і двоє почали грати разом. Френсіс вирушив у поїздку з обміну студента до Пуерто-Рико, щоб вивчати іспанську мову. Через півроку, він повернувся в Амгерст і вибув з університету. Френсіс і Сантьяго провели 1984, працюючи на складі, в той же час Френсіс складав пісні на своїй акустичній гітарі та писав лірику у поїзді метро.
Двоє утворили гурт в січні 1986. Через два тижні, Френсіс розмістив рекламу щодо пошуку жінки на місце бас-гітариста, якій подобаються фолк-музиканти Peter, Paul and Mary і альтернативний рок-гурт Hüsker Dü. Кім Діл, будучи єдиною, хто відповів, приїхала на прослуховування без бас-гітари, оскільки вона ніколи раніше не грала на цьому інструменті. Їй запропонували приєднатися до гурту, оскільки їй сподобалися пісні, які показав Френсіс. Вона купила бас-гітару, і тріо почало репетирувати в квартирі Діл.
Після приєднання Діл, гурт безуспішно намагався залучити її сестру, Келлі Діл, для гри на ударних. Чоловік Кім запропонував їм найняти Девіда Ловерінга, якого Кім зустріла на своєму весільному прийомі. Своє ім'я гурт отримав після того, як Сантьяго випадковим чином вибрав слово «pixies» зі словника, і їм сподобалося те, як воно виглядало, а також його визначення: «пустотливі маленькі ельфи». Коли гурт визначився з назвою та складом, вони перенесли репетиції в гараж батьків Ловерінга в середині 1986, і почали грати концерти у барах в Бостоні та його околицях.

### Come on Pilgrim(1987)
Поки Pixies виступали разом з Throwing Muses, їх помітив продюсер Гарі Сміт, менеджер студії «Fort Apache». Він сказав гурту, що «не міг спати, поки ви не станете всесвітньо відомими». Незабаром, гурт записав демо з 17-а піснями у «Fort Apache», яке стало відоме серед шанувальників як Purple Tape, адже обкладинка мала фіолетовий фон. Сеанс запису був завершений через три дні і профінансований батьком Френсіса за ціною 1 тисячі доларів. Місцевий промоутер Кен Гоус став менеджером гурту і передав демо Іво Воттс-Расселу з незалежного лейблу 4AD. Воттс-Рассел майже відкинув гурт, вважаючи їх занадто нормальними, «надто рок-н-рольними», але підписав їх на лейбл через переконання своєї дівчини.
Після цього, вісім треків з Purple Tape були вибрані для міні-альбому Come on Pilgrim, першого релізу Pixies. Френсіс спирався на свої враження в Пуерто-Рико, головним чином у піснях «Vamos» та «Isla de Encanta», що описують бідність у Пуерто-Рико. Релігійна лірика на Come on Pilgrim і пізніших альбомах була натхненна тим часом, коли його «народженні згори» батьки відвідували церкву п'ятидесятників. Критик Гізер Фарес побачила на альбомі такі теми, як сексуальне розчарування («I've Been Tired») та інцест («Nimrod's Son» і «The Holiday Song»).

### Surfer RosaіDoolittle(1988—89)
Слідом за Come on Pilgrim вийшов перший повноцінний альбом Pixies, Surfer Rosa. Альбом був записаний за два тижні Стівом Альбіні (якого Воттс-Рассел найняв за порадою колеги з 4AD), і вийшов на початку 1988. Surfer Rosa здобув Pixies визнання в Європі; як Melody Maker, так і Sounds дали Surfer Rosa свою премію «Альбому року». Хоча відгуки американських критиків також були позитивними, але дуже стриманими; ця реакція зберігалася протягом більшої частини кар'єри гурту. У 2005, альбом був в кінцевому рахунку сертифікований «золотим» у США. Після випуску альбому, гурт прибув до Англії, щоб підтримати Throwing Muses на європейському турне «Sex and Death», яке починалося з клубу «Mean Fiddler» в Лондоні. Також вони відвідали Нідерланди, де Pixies вже отримали достатню увагу ЗМІ, щоб стати хедлайнерами туру. Френсіс пізніше згадував: «Вперше, коли я зробив це з Pixies, було в Нідерландах». Турне стало відомим за приховані жарти гурту, наприклад, виступ зі своєю концертною програмою в алфавітному порядку. Тим часом, Pixies підписали американську угода про дистрибуцію з мейджор-лейблом Elektra. Близько цього часу, Pixies познайомилися з британським продюсером Гілом Нортоном. Нортон спродюсував їхній другий студійний альбом, Doolittle, який був записаний в останні шість тижнів 1988 і розглядався як відхід від сирого звучання Come on Pilgrim і Surfer Rosa. Doolittle мав набагато чистіший звук, переважно завдяки Нортону та бюджету, який складав 40 тисяч доларів, що було вчетверо більшим, ніж бюджет Surfer Rosa. Doolittle мав сингл «Here Comes Your Man», який біографи Джош Френк і Кейн Генц описують як надзвичайно жваву і попсову пісню для гурту. «Monkey Gone to Heaven» стала потрапила в список Топ-10 сучасних рок-хітів на радіо в США, тоді як у Великій Британії увійшло в Топ-100. Як і Surfer Rosa, Doolittle отримав визнання шанувальників та музичних критиків.

### Перерва (1989—90)
Після Doolittle, у відносинах між Діл та Френсісом почала з'являтися напруженість (наприклад, Френсіс кинув гітару в Діл під час концерту в Штутгарті), і Діл майже вигнали з гурту, коли вона відмовилася грати на концерті у Франкфурті. Сантьяго, в інтерв'ю для Mojo, сказав, що Діл є «свавільною і хоче включити свої власні пісні, досліджувати свій власний світ» в альбомах гурту; врешті-решт, вона визнала, що Френсіс був співаком і мав музичний контроль над гуртом, але після подій у Франкфурті «вони начебто перестали говорити». Гурт ставав все втомленішим під час американського турне «Fuck or Fight», яке стартувала після туру на підтримку Doolittle, і сутички між членами продовжувалися. Після завершального концерту в Нью-Йорку, гурт був надто виснаженим для участі у вечірці, присвяченій кінцю туру, та незабаром оголосив про перерву.
Протягом цього часу, Сантьяго та Ловерінг вирушили у відпустку, а Френсіс здійснив короткий сольний тур, який складався з концертів для заробляння грошей на паливо, поки він їздив по всій країні. Діл створила новий гурт, The Breeders, який також включав Таню Донеллі з Throwing Muses і бас-гітаристку Джозефіну Віггс із Perfect Disaster. Їхній дебютний альбом, Pod, вийшов в 1990.

### Bossanova,Trompe le Mondeі розпад (1990—2002)

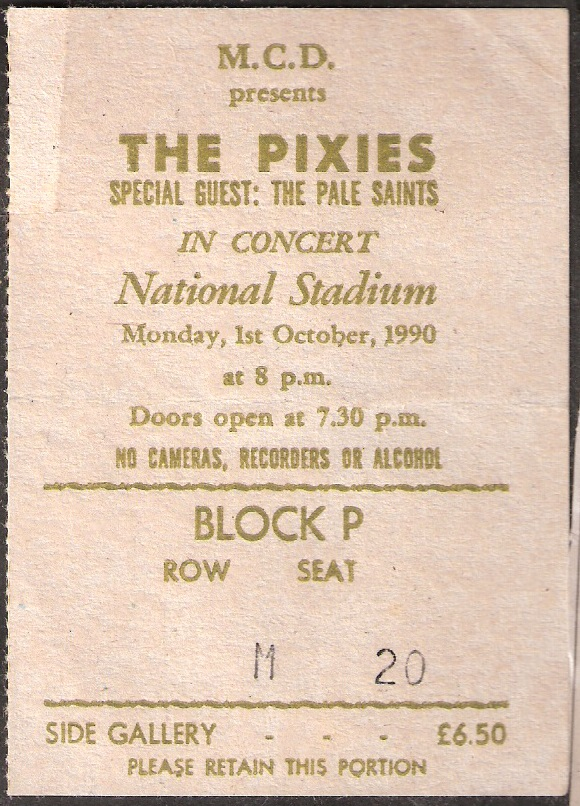
Квиток на концерт Pixies 1 жовтня 1990

У 1990, всі члени гурту, окрім Діл, переїхали до Лос-Анджелесу. Ловерінг заявив, що він, Сантьяго і Френсіс переїхали туди "тому, що там була студія звукозапису. На відміну від попередніх записів, гурт мав мало часу для підготовки заздалегідь, тому Блек Френсіс написав більшу частину альбому в студії. Завдяки синглам «Velouria» та «Dig for Fir», Bossanova досяг 70-ї позначки в американських чартах. У Великій Британій, альбом, навпаки, посів третє місце. Також у 1990, Pixies випустили кавер-версію на пісню Paul Butterfield Blues Band «Born in Chicago» для збірки Rubáiyát: Elektra's 40th Anniversary.
Гурт продовжив виступати і випустив Trompe le Monde у 1991, їхній останній альбом до розпаду. Альбом містить пісню «U-Mass», котра була описана як композиція про апатію в коледжі, і гітарний риф якої був написаний роками раніше перед тим, як Френсіса і Сантьяго вибули з Массачусетського університету. Альбом також включає кавер-версію The Jesus and Mary Chain «Head On». Також в тому році, гурт випустив кавер-версію пісні «I Can't Forget» для триб'ют-альбому Леонарда Коена I'm Your Fan, і почав міжнародний тур, на якому грав на стадіонах у Європі та менших закладах у Сполучених Штатах. Потім вони розпочали некомфортний тур в підтримку U2 на їхньому турі Zoo TV у 1992. Між учасниками гурту виникла напруженість, і наприкінці року Pixies взяли творчу відпустку та зосередилися на окремих проєктах.
На початку 1993, Френсіс заявив в інтерв'ю для BBC Radio 5, що гурту кінець і не надав ніяких пояснень у той час, без відома інших членів гурту. Пізніше він подзвонив Сантьяго, а потім повідомив Діл і Ловерінгу через факс у січні 1993. Після розпаду чотири учасника розпочали окремі проєкти. Блек Френсіс взяв ім'я Френка Блека, і випустив кілька сольних альбомів, включаючи низку релізів як гурту Frank Black and the Catholics. Діл повернулася до The Breeders, які випустили хіт «Cannonball» на своєму «платиновому» альбомі Last Splash у 1993, а через декілька років випустили ще два альбоми. Вона також сформувала гурт платиновому, які випустили один альбом. Сантьяго грав на лід-гітарі на деяких альбомах Френка Блека, а також на альбомах інших виконавців. Він написав музичну тему для серіалу Fox «Ті, хто не визначився» і фільму «Злочин і кара по-американськи». Він створив гурт The Martinis зі своєю дружиною Ліндою Малларі, який випустив альбом у 2004. Того ж року, він зіграв на лід-гітарі на альбомі Statecraft, новеліста і музиканта Чарльза Дугласа. Ловерінг став чарівником і давав нерегулярні виступи як «Науковий феноменаліст», виконуючи експерименти на сцені та іноді відкриваючи виступи Френка Блека і The Breeders. Ловерінг продовжував свою музичну кар'єру, граючи з гуртом Cracker, а також на одному з сольних альбомів Тані Доннелі та в пісні The Martinis «Free», яка з'явилася на саундтреці фільму «Магазин “Імперія”».
4AD та Elektra Records продовжували випускати матеріал Pixies у відсутності гурту. Вони випустили збірку найкращих пісень Death to Pixies (1997), збірку радіо-сесій Pixies at the BBC (1998), і збірку Complete 'B' Sides (2001). Тим часом, матеріал з першого демо-запису вийшов як мініальбом Pixies (2001) на лейблі Cooking Vinyl у Великій Британії, тоді як в США — на spinART Records; Френк Блек також використовував ці лейбли для випуску сольних робіт та альбомів з The Catholics.

### Воз'єднання (2003—12)

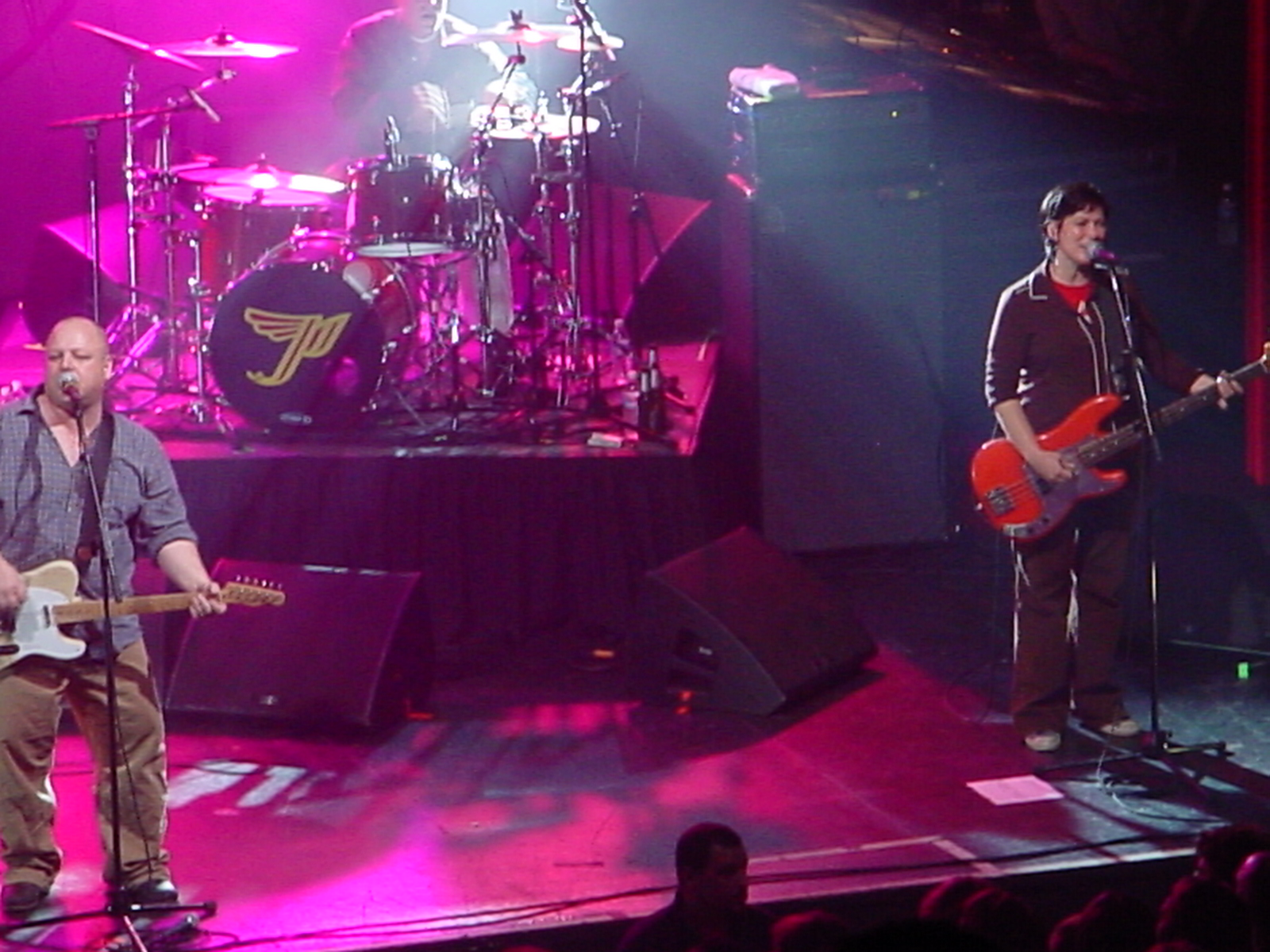
Pixies на концерті в Канзас-Сіті, 1 жовтня 2004. Зліва направо: Френк Блек, Девід Ловерінг (ззаду) і Кім Діл

Протягом 11 років після розпаду, іноді поширювалися чутки про возз'єднання гурту. Попри те, що Френк Блек наполегливо заперечив їх, він почав включати все більшу кількість пісень Pixies в свою концертну програма з The Catholics, також періодично запрошуючи Сантьяго для гри в своїх сольних роботах та Ловерінга, який відкривав своїми магічними шоу концерти Блека.
У 2003, учасники гурту провели серію телефонних дзвінків, що призвели до невеликих репетицій, а незабаром до рішення про возз'єднання. В лютому 2004 був оголошений повноцінний тур, а квитки на майже всі перші концерти були розпродані протягом декількох хвилин. Чотири концерти гурту в лондонському музичному майданчику Brixton Academy стали найшвидше продаваними за двадцятирічну історію закладу.
Перший концерт після возз'єднання Pixies зіграли 13 квітня 2004 в кафе «The Fine Line» у Міннеаполісі, Міннесота, а після розігріваючого туру по США і Канаді гурт зіграв на фестивалі Коачелла. Гурт провів велику частину 2004 в турі по Бразилії, Європі, Японія та США. Pixies здобули нагороду «Виконавець року» на Бостонській музичній премії у 2004. Як повідомляється, тур возз'єднання у 2004 зібрав понад 14 мільйонів доларів за продаж квитків.
У червні 2004, гурт випустив нову пісню «Bam Thwok» винятковий для iTunes Music Store. Пісня очолила хіт-парад синглів на основі цифрових продаж у Великій Британії. 4AD випустив збірник Wave of Mutilation: Best of Pixies, разом з DVD під назвою «Pixies». Гурт також записала кавер-версію пісні «Ain't That Pretty at All» для триб'ют-альбому Уоррена Зевона Enjoy Every Sandwich. «Bam Thwok» та «Ain't That Pretty at All» були записані звукоінженером Беном Мумфрі, перша з яких була записана в студії «Stagg Street» у Ван-Найсі, Каліфорнія, а друга — в студії «Metamorphosis» у Відні, Австрія.
У 2005, гурт виступав на різних фестивалях, включаючи Lollapalooza, T on the Fringe і Ньюпортський фолк-фестиваль. Вони продовжували виступати в 2006 та 2007, кульмінацією чого став їх перші в історії виступи у Австралії. З 2005, Френсіс в різний час заявляв, що новий альбом Pixies є як можливим, так і малоймовірним, головною перешкодою чого було небажання Діл записати його.
Щоб відсвяткувати 20-річчя з дня випуску Doolittle, Pixies розпочали тур в жовтні 2009, де вони виконували всі пісні з альбому, включаючи бі-сайди. Тур розпочався в Європі і наступного місяця продовжився в США, за цим стартував тур по Південній Америці і Австралії в березні 2010, а також в Новій Зеландії і знову в Європі, а потім у Північній Америці восени 2010 та навесні 2011.

### Вибуття Діл іIndie Cindy(2013—15)

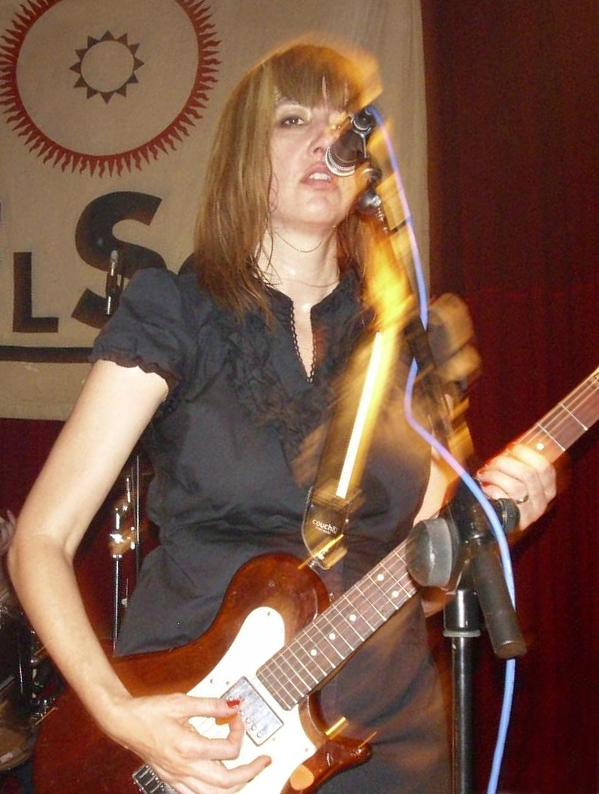
Кім Шаттук грає з The Muffs

14 червня 2013, Pixies оголосили, що Діл покинула гурт. Звідтоді Діл випустила нову сольну музику, і решта членів Pixies сказали, що будуть раді її поверненню, якщо її графік з The Breeders дозволить це. Через два тижні, гурт випустив нову пісню «Bagboy» для безкоштовного завантаження на вебсайті Pixies. В записі пісні взяли участь Джеремі Дабс із Bunnies, який виконав вокальну партію замість Діл.
1 липня 2013, Pixies анонсували про те, що Кім Шаттук, гітаристка і вокалістка з гуртів The Muffs і The Pandoras, замінить Діл на європейському турі у 2013. 3 вересня 2013, Pixies випустили міні-альбом з новими піснями під назвою EP1. 29 листопада 2013, Шаттук оголосила, що була звільнена з гурту того дня. Наступного місяця стало відомо, що бас-гітаристка Паз Леншантін з The Entrance Band і A Perfect Circle приєднається для туру у 2014. Більше нового матеріалу з'явилося, коли Pixies випустили черговий міні-альбом, EP2, 3 січня 2014. З ним вийшов радіо-сингл «Blue Eyed Hexe». Ще один новий міні-альбом, EP3, вийшов 24 березня 2014. Всі мініальбоми були доступні лише для завантажень та у вигляді вінілів з обмеженими тиражами. Три міні-альбоми були зібрані на вінілі і вийшли як альбом Indie Cindy в квітні 2014. Цей альбом став першим релізом гурту протягом двох десятиліть, останній з яких був Trompe le Monde у 2014.
У 2015 було оголошено, що Pixies вирушать в тур у супроводі колишнього фронтмена Led Zeppelin Роберта Планта впродовж низки концертів в Північній Америці.

### Head Carrier(з 2016)
6 липня 2016, Pixies оголосили, що Леншантін тепер постійний член гурту. Їхній шостий альбом, Head Carrier, вийшов 30 вересня 2016.

## Стиль
Журнал Spin описав музичний стиль Pixies як «серф-музику, змішану з присмаком Stooges та часті динаміки в дусі „стоп / старт“ і „тихо / гучно“». Їхня музика також була змальована як «неординарне подружжя серф-музики і панк-рока… забарвлене роздратованою лірикою Блека і розлюченим репетуванням, прошепоченими гармоніями Кім Діл і в'їдливими басовими партіями, чутливою гітарою Джої Сантьяго і стійким сплеском ударних Девіда Ловерінга». Музика гурту включає виняткову зміни динаміки; Френсіс пояснив у 1991: «Це дві основні складові рок-музики… спокійна сторона і бурхлива сторона. Це завжди було або палко, або невимушено і спокійно. Ми намагаємося бути динамічними, але це дурна динаміка, тому що ми не вміємо робити щось інше. Ми можемо грати гучно або тихо — ось і все».

### Впливи
На Pixies вплинула ціла низка виконавців та жанрів; кожен член прийшов з іншого музичного середовища. Коли він вперше почав писати пісні для Pixies, Френсіс каже, що нічого не слухав, крім Hüsker Dü, Captain Beefheart та Іггі Попа; під час написання Doolittle, він багато слухав однойменний альбом The Beatles. Він назвав Бадді Холлі моделлю для свого стислого формату пісень. Френсіс не мав уявлення про панк-рок, поки йому не виповнилося 16, кажучи: «Він був непоганий, я не слухав ці хіпові альбоми». У дитинстві він слухав переважно пісні 1960-х, релігійну музику та Emerson, Lake & Palmer, а потім Іггі Попа, Hüsker Dü, Captain Beefheart і Talking Heads, які за його словами «також не були панком».
Сантьяго слухав панк 1970-х і 1980-х, включаючи Black Flag, а також Девіда Бові і T. Rex. Гітаристи, які вплинули на нього, включають Джимі Гендрікса, Лес Пола, Веса Монтгомері та Джорджа Гаррісона. Музичним тлом Діл були фолк-музика і кантрі; вона створила фолковий кантрі-гурт зі своєю сестрою у підлітковому віці, який грав кавер-версії пісень таких виконавців, як The Everly Brothers та Генка Вільямса. Інші виконавці, яких слухала Діл, включають XTC, Gang of Four та Елвіса Костелло. Ловерінг є шанувальником гурту Rush.
Інші засоби масової інформації, такі як кінофільми, також вплинули на Pixies; Френсіс називає сюрреалістичні фільми «Голова-гумка» та «Андалузький пес» (який згадується в пісні «Debaser») як такі, що вплинули на нього. Він прокоментував стосовно цих впливів, кажучи, що у нього «не було терпіння сидіти над читанням сюрреалістських романів», але він виявив, що було легше подивитися 20-хвилинні фільми.

### Написання пісень і вокал
Більшість пісень Pixies написав і заспівав Френсіс. Критик Стівен Томас Ерлевін описав тексти Френсіса як «химерну, фрагментовану лірику про космос, релігію, секс, каліцтво та поп-культуру». Біблійне насильство — це тема пісень «Dead» і «Gouge Away» з альбому Doolittle; Френсесі розповів інтерв'юеру Melody Maker: «Це всі ці персонажі в Старому Заповіті. Я одержимий ними. Чому так виходить, я не знаю». Він описав «Caribou» з Come on Pilgrim як пісню про реінкарнацію, а позаземні теми з'являються у ряді пісень на Bossanova.
Разом з Френсісом, Діл була співавтором «Silver» з Doolittle, і вони розділяють лід-вокал в цій пісні. Вона була співавтором і співала лід-вокал на «Gigantic» з Surfer Rosa, а також повністю написала пісню «Bam Thwok», яка вийшла як цифровий сингл у 2004. На альбомі Surfer Rosa вона була вказана як місіс Джон Мерфі — в той час вона була одружена і використала це ім'я як іронічний феміністський жарт. Вона заспівала лід-вокал в «Into the White» та кавер-версії пісні Ніла Янга «Winterlong», обидві з яких були бі-сайдами. Ловерінг виконав лід-вокал в «La La Love You» і бі-сайді «Make Believe».

## Спадщина
Хоча Pixies випустили відносно небагато альбомів, продажі яких були скромними, вони вплинули на ряд гуртів, пов'язаних з вибухом популярності альтернативного року в 1990-х. Гері Сміт, який спродюсував їх альбом Come on Pilgrim, прокоментував вплив гурту на альтернативний рок та їх спадщину в 1997:
|  | Я чув, що таке казали про The Velvet Underground, що, хоча, небагато людей купувало їхні альбоми, кожен, хто купив — створив гурт. Я думаю, це багато в чому відноситься і до Pixies. Секретна зброя Чарльза [Блека Френсіса] виявилася не такою секретною і, рано чи пізно, всілякі гурти використовували ту ж стратегію широкої динаміки. Це стало своєрідною новою поп-формулою, і, в короткий термін, “Smells Like Teen Spirit” вже штурмувала хіт-паради, і навіть члени Nirvana пізніше сказали, що для всього світу вона звучала як пісня Pixies. |

Музично, Pixies приписують популяризіцію виняткової динаміки в дусі «стоп / старт» і «тихо / гучно», які стануть широко поширені в альтернативному року; пісні Pixies зазвичай мають тихі, стримані куплети, і вибухові, репетуючі приспіви. Виконавці, зокрема, Девід Бові, Метт Новескі, Radiohead, Пі Джей Гарві, U2, Nirvana, The Strokes, Alice in Chains, Weezer, Bush, Arcade Fire, Pavement, Everclear, Kings of Leon і Метью Гуд висловили слова захоплення або впливу на них Pixies. Боно з U2 назвав Pixies «однією з найвидатніших американських гуртів», а Том Йорк з Radiohead сказав, що Pixies «змінили моє життя». Бові, чия власна музика надихнула Френсіса та Сантьяго, коли вони навчалися в університеті, сказав, що Pixies робили «практично найбільш привабливу музику 80-х».
Одне примітне посилання на вплив Pixies було від Курта Кобейна, стосовно пісні Nirvana «Smells Like Teen Spirit», яка, як він визнав, була свідомою спробою повторити стиль Pixies. У співбесіді з Rolling Stone у січні 1994, він сказав: «Я намагався написати максимально попсову пісню. Я переважно намагався скопіювати Pixies. Маю зізнатися. [Посміхається]. Коли я вперше почув Pixies, то так прив'язався до неї, що мене цілком можна було вважати членом Pixies, у всякому разі — дублювального складу. Ми перейняли у Pixies почуття динаміки, яке полягало в умінні переходити від м'яких і тихих звуків до важким і гучним». Кобейн назвав Surfer Rosa одним з його основних музичних впливів, і особливо захоплювався натуральними та потужними звуками барабанів на альбомі — результатом впливу Стіва Альбіні на запис. Альбіні пізніше спродюсував альбом Nirvana In Utero (1993) на прохання Кобейна.

## Pixies в мас-медіа
Ні на одну пісню з альбомів Come on Pilgrim і Surfer Rosa не випускали відеокліпи, та починаючи з Doolittle вийшли відеокліпи: «Monkey Gone to Heaven», «Here Comes Your Man», «Velouria», «Dig for Fire», «Allison», «Alec Eiffel», «Head On» і «Debaser»; пізніше, вони вийшли на DVD «Pixies» у 2004. Крім того, випуск їхньої пісні «Bagboy» (2013) супроводжувався відеокліпом, альтернативна версія якого також вийшла пізніше. Для всіх пісень з міні-альбому EP1 було знято відеокліпи. Відеокліпи пісень «Here Comes Your Man» і «Allison» також вийшли на збірнику The Complete 'B' Sides.
До випуску Bossanova, гурт розвинув серйозну неприязнь до запису відеокліпів, тому Френсіс відмовився співати під фонограму в них. Наприклад, у відеокліпі «Here Comes Your Man», Френсіс і Діл просто широко відкривають роти, замість того, щоб вимовляти свої слова. За словами лейблу, це стало однією з причин того, що Pixies ніколи не досягли великого висвітлення на MTV.
Після випуску Bossanova, 4AD сподівався, що Pixies виконають свій сингл «Velouria» на музичній програмі BBC Top of the Pops. З цією метою, на гурт вчинили тиск, щоб вони створили відеокліп для цієї пісні; Pixies зняли дешевий відеокліп, в якому вони біжать вниз по кар'єру в сповільненій зйомці. У кінцевому підсумку, їм не дали виступити на програмі.
90-хвилинний документальний фильм «loudQUIETloud: a film about the Pixies», знятий режисерами Стівеном Кантором і Метью Галкіном, вийшов у 2006. Фільм документує їхнє возз'єднання та тур в 2004, і зображує роки після розпаду. На додаток до DVD «Pixies» і «loudQUIETloud», ще чотири інших DVD вийшли в період з 2004 по 2006, всі вони включали концертні виступи: Live at the Town and Country Club 1988, The Pixies—Sell Out, The Pixies Acoustic: Live in Newport, і The Pixies Club Date: Live at the Paradise in Boston.
Pixies зайняли 81 місце в списку VH1 «100 найвидатніших виконавців хард-року».
У 2013, Шон Т. Райберн, засновник сайту PixiesMusic.com і друг гурту, запустив кампанію на Kickstarter для фінансування випуску PIXIES: A Visual History, Volume 1, ілюстрованої книги з обмеженим тиражом в твердій обкладинці, що містить сотні небачених раніше фотографій гурту. Видання вийшло тиражем 3,5 тисяч пронумерованих копій, всі з яких були підписані Райберном та фронтменом Pixies Блеком Френсісом. Приблизно чверть з них також підписав дизайнер Аарон Таннер. A Visual History виграла кілька золотих та срібних видавничих нагород.

## Учасники

### Нинішні
- Блек Френсіс[en] — лідвокал, ритм-гітара (1986—93, з 2004)
- Девід Ловерінг[en] — ударні, перкусія (1986—93, з 2004)
- Джої Сантьяго[en] — лід-гітара, клавішні (1986—93, з 2004)
- Паз Леншантін[en] — бас, скрипка, беквокал (з 2014)

### Колишні
- Кім Діл — бас, беквокал (1986—93, 2004—13)
- Кім Шаттук[en] — бас, беквокал (2013)

### Часові проміжки
Не вдається зібрати вхід EasyTimeline:

Timeline generation failed: 6 errors found

Line 6: TimeAxis = orientation: horizontal format: yyyy

- TimeAxis definition incomplete. No value specified for attribute 'orientation'.

Line 7: Colors =

- TimeAxis definition incomplete. No value specified for attribute 'horizontal'.

Line 8:  id:Вокал     value:red     legend:Лід-вокал

- New command expected instead of data line (= line starting with spaces). Data line(s) ignored.

```
 

```

Line 16: Legend = orientation: vertical position: bottom columns:4

- TimeAxis definition incomplete. No value specified for attribute 'format'.

Line 17: ScaleMajor = unit: year increment:2 start:1986

- TimeAxis definition incomplete. No value specified for attribute 'yyyy'.

Line 34: PlotData =

- PlotData invalid. No (valid) command 'TimeAxis' specified in previous lines.

## Дискографія

### Студійні альбоми
- Surfer Rosa (1988)
- Doolittle (1989)
- Bossanova (1990)
- Trompe le Monde (1991)
- Indie Cindy (2014)
- Head Carrier[en] (2016)
- Beneath the Eyrie (2019)
- Doggerel (2022)
- The Night the Zombies Came (2024)

### Міні-альбоми
- Come on Pilgrim (1987)
- Pixies (2002)
- EP1 (2013)
- EP2 (2014)
- EP3 (2014)

### Збірки
- Surfer Rosa / Come on Pilgrim (1988)
- Death to the Pixies (1997)
- Pixies at the BBC (1998)
- Complete 'B' Sides (2001)
- Wave of Mutilation: Best of Pixies (2004)
- Minotaur[en] (2009)